# Lạm dụng trẻ em

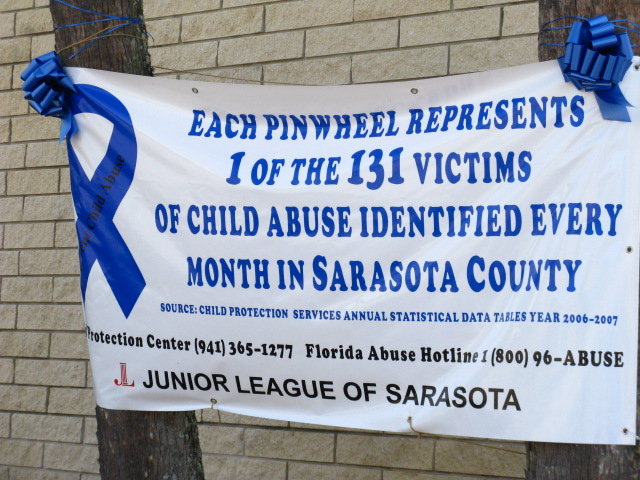
Biểu ngữ nhận thức về lạm dụng trẻ em

Lạm dụng trẻ em hoặc ngược đãi trẻ em là ngược đãi về thể chất, tình dục và/hoặc tâm lý hoặc bỏ bê trẻ em, đặc biệt là bởi cha mẹ hoặc người chăm sóc. Lạm dụng trẻ em có thể bao gồm bất kỳ hành động hoặc không hành động của cha mẹ hoặc người chăm sóc dẫn đến tác hại thực sự hoặc tiềm ẩn cho trẻ và có thể xảy ra trong nhà của trẻ, hoặc trong các tổ chức, trường học hoặc cộng đồng mà trẻ tương tác.
Các thuật ngữ lạm dụng trẻ em và ngược đãi trẻ em thường được sử dụng thay thế cho nhau, mặc dù một số nhà nghiên cứu đã phân biệt giữa chúng, coi việc ngược đãi trẻ em như một thuật ngữ ô để che giấu sự bỏ bê, bóc lột và buôn bán trẻ.
Các khu vực pháp lý khác nhau đã phát triển các định nghĩa riêng về những gì cấu thành lạm dụng trẻ em nhằm mục đích đưa trẻ em ra khỏi gia đình hoặc truy tố tội hình sự.

## Lịch sử
Toàn bộ lịch sử được ghi lại chứa các tài liệu tham khảo về các hành vi có thể được mô tả là lạm dụng trẻ em hoặc ngược đãi trẻ em, nhưng các nghiên cứu chuyên môn về chủ đề này thường được coi là đã bắt đầu từ những năm 1960. Các ấn phẩm tháng 7 năm 1962 của giấy "The Battered Child-Syndrome" là tác giả chủ yếu để bác sĩ tâm thần nhi C. Henry Kempe và công bố trên Tạp chí của Hiệp hội Y khoa Hoa Kỳ đại diện cho lúc đó ngược đãi trẻ em vào nhận thức chính thống. Trước khi xuất bản bài báo, thương tích cho trẻ em thậm chí gãy xương lặp đi lặp lại không được công nhận là kết quả của chấn thương có chủ ý. Thay vào đó, các bác sĩ thường tìm kiếm các bệnh về xương không được chẩn đoán hoặc các tài khoản của cha mẹ được chấp nhận về các tai nạn bất ngờ như té ngã hoặc tấn công bởi những kẻ hàng xóm bắt nạt. :100–103
Nghiên cứu về lạm dụng và bỏ bê trẻ em nổi lên như một môn học hàn lâm vào đầu những năm 1970 tại Hoa Kỳ. Elisabeth Young-Bruehl khẳng định rằng mặc dù số lượng người ủng hộ và quan tâm đến việc bảo vệ trẻ em ngày càng tăng, việc nhóm trẻ em vào "bị lạm dụng" và "không lạm dụng" đã tạo ra sự phân biệt giả tạo thu hẹp khái niệm về quyền trẻ em chỉ đơn giản là bảo vệ khỏi sự ngược đãi và điều tra bị chặn về những cách mà trẻ em bị phân biệt đối xử trong xã hội nói chung. Một tác động khác của cách lạm dụng và bỏ bê trẻ em đã được nghiên cứu, theo Young-Bruehl, là chấm dứt việc xem xét cách trẻ em nhận thức về hành vi ngược đãi và tầm quan trọng của chúng đối với thái độ của người lớn đối với chúng. Young-Bruehl viết rằng khi niềm tin vào sự thấp kém vốn có của trẻ em so với người lớn có mặt trong xã hội, tất cả trẻ em đều phải chịu đựng việc điều trị của chúng có bị coi là "lạm dụng" hay không. :15–16